# Juno Awards 2005
I Juno Awards 2005 (34ª edizione) si sono tenuti a Winnipeg il 3 aprile 2005.

## Categorie
Lista parziale (sono incluse le categorie più importanti). In grassetto sono indicati i vincitori.

### Artista dell'anno
- Avril Lavigne
- Bryan Adams
- Céline Dion
- Diana Krall
- k-os

### Gruppo dell'anno
- Billy Talent
- Great Big Sea
- Simple Plan
- Sum 41
- The Tragically Hip

### Artista rivelazione dell'anno
- Feist
- Keshia Chanté
- Fefe Dobson
- Matt Dusk
- Matt Mays

### Gruppo rivelazione dell'anno
- Alexisonfire
- Death from Above 1979
- The Marble Index
- Thornley
- The Waking Eyes

### Fan Choice Award
- Avril Lavigne
- Diana Krall
- Sarah McLachlan
- Marie-Élaine Thibert
- Shania Twain

### Album dell'anno
- Billy Talent - Billy Talent
- Diana Krall - The Girl in the Other Room
- Céline Dion - Miracle
- Simple Plan - Still Not Getting Any...
- Avril Lavigne - Under My Skin

### Album di musica alternative dell'anno
- Feist - Let It Die
- Arcade Fire - Funeral
- Jim Guthrie - Now, More Than Ever
- Stars - Set Yourself on Fire
- A.C. Newman - The Slow Wonder

### Album internazionale dell'anno
- Green Day - American Idiot
- Usher - Confessions
- Eminem - Encore
- Norah Jones - Feels like Home
- U2 - How to Dismantle an Atomic Bomb

### Album pop dell'anno
- Avril Lavigne - Under My Skin
- Fefe Dobson - Fefe Dobson
- Ryan Malcolm - Home
- Céline Dion - Miracle
- Simple Plan - Still Not Getting Any...

### Album rock dell'anno
- Sum 41 - Chuck
- Thornley - Come Again
- Default - Elocation
- The Tragically Hip - In Between Evolution
- The Tea Party - Seven Circles

### Singolo dell'anno
- k-os - Crabbuckit
- The Trews - Not Ready to Go
- Finger Eleven - One Thing
- Shania Twain & Mark McGrath - Party for Two
- Billy Talent - River Below